# (9158) Platè
9158 Plate (1984 MR) – planetoida z pasa głównego asteroid okrążająca Słońce w ciągu 3,49 lat w średniej odległości 2,3 j.a. Odkryta 25 czerwca 1984 roku.